# GIZA studio 10th Anniversary Masterpiece BLEND 〜LOVE Side〜
『GIZA studio 10th Anniversary Masterpiece BLEND 〜LOVE Side〜』（ギザ・ステューディオ・テンス・アニバーサリー・マスターピースブレンド ラブ・サイド）はGIZA studio設立10周年記念ベスト・アルバム。

## 内容
- ラブソング、青春ソングに相応しい楽曲を中心に収録。唯一、2曲収録されている歌手は岩田さゆりだけである。

## 収録曲
1. Love, Day After Tomorrow（倉木麻衣）
作詞：倉木麻衣　作曲：大野愛果　編曲：Cybersound
2. NAVY BLUE（愛内里菜）
作詞：愛内里菜　作曲：川島だりあ　編曲：美輪緑
3. 夢みたあとで（GARNET CROW）
作詞：AZUKI七　作曲：中村由利　編曲：古井弘人
4. あなたがいるから（小松未歩）
作詞・作曲：小松未歩　編曲：池田大介
5. 眠る君の横顔に微笑みを（三枝夕夏 IN db）
作詞：三枝夕夏　作曲：大野愛果　編曲：小澤正澄
6. Summer Memories（上木彩矢）
作詞：上木彩矢　作曲：大野愛果　編曲：岡本仁志
7. 心のリズム飛び散るバタフライ（doa）
作詞・作曲・編曲：徳永暁人
8. 世界中どこを探しても（北原愛子）
作詞・作曲：北原愛子　編曲：葉山たけし
9. 花篝り（滴草由実）
作詞：滴草由実　作曲：大野愛果　編曲：徳永暁人
10. こいはなび（高岡亜衣）
作詞・作曲：高岡亜衣　編曲：中野純吾（ストリングスアレンジ：池田大介）
11. Still for your love（rumania montevideo）
作詞：三好真美　作曲：三好誠　編曲：三好誠・古井弘人
12. Secret of my heart（大野愛果） - 原曲：倉木麻衣
作詞：倉木麻衣　作曲：大野愛果　編曲：大野愛果・GOMI
13. 世界 止めて（竹井詩織里）
作詞：竹井詩織里　作曲：大野愛果　編曲：小林哲
14. 空飛ぶあの白い雲のように（岩田さゆり）
作詞：三枝夕夏　作曲：大野愛果　編曲：徳永暁人
15. 's All Right(YOKO Black. Stone（現：Yoko Blaqstone） Feat. Super B）
作詞・作曲・編曲：YOKO Black. Stone
16. 紅い月 〜あの人に愛されますように〜（Gulliver Get）
作詞：アヤヲ　作曲：阪口裕一　編曲：Gulliver Get
17. 空色の猫（岩田さゆり）
作詞：AZUKI七　作曲：中村由利　編曲：古井弘人